# Малашхия, Георгий Мамантиевич
Георгий Мамантиевич Малашхия (груз. გიორგი მამანტის ძე მალაშხია; 18 марта 1934, село Накипу, Грузинская ССР) — грузинский ученый, экономист, философ, социолог, публицист и поэт.

## Биография
В 1957 году окончил экономический факультет Тбилисского государственного университета. В 1957-1961 гг. работал в экономической службе на курорте Цхалтубо. В 1961-1964 гг. учился в аспирантуре института экономики АН Грузии. В 1966 году защитил кандидатскую диссертацию. С 1997 года доктор экономических наук. В 1998 году получил звание профессора. В 1964-2006 гг. работал в научно-исследовательских институтах на разных должностях - младшего, старшего, научного сотрудника, заведующего сектором, затем отделом, главного научного сотрудника. В 1996-2009 годах являлся профессором Сухумского государственного университета. С 2009 года профессор Грузинского технического университета. В разное время по совместительству преподавал в ряде высших учебных заведений Грузии, в т. ч. в ведущем учебном заведении страны - Тбилисском государственном университете им. И. Джавахишвили.

## Научная деятельность
Георгий Малашхия является автором около 300 научных работ на грузинском, русском, английском и др. языках, изданных в Грузии, России, Украине, Германии, США и др. странах, в т. ч. 16 монографий и 2 учебников. Был и является организатором и членом оргкомитета, участником многих научных форумов в стране и за рубежом, членом редакционных коллегий международных научных журналов. Под его руководством подготовлены и защищены более 30 диссертации кандидатов и докторов наук, подготовлены несколько десятков магистрантов и бакалавров. Г. Малашхия являлся научным консультантом органов государственного управления экономикой Грузии.
Основными направлениями научных исследований Г. Малашхия являются фундаментальные теоретические экономические и социально-философские проблемы, прогнозирование экономического и социального развития, гуманизация экономической и общественной жизни и предпосылки перехода к новому обществу.
Исследованиями в начале 90-х годов прошлого века и публикацией в 1995 г. монографии ,,Метаэкономика — философия экономики“ Г. Малашхия положил основу новому направлению экономической теории — Метаэкономике.
В отличие от марксистской, классической и неоклассической теории, он обосновал образование прибавленного продукта (прибыли), превышающего затраты на производство, из источников даровой социальной энергии (производственного потенциала). Имеются ввиду природные и антропогенные неоплачиваемые ресурсы — источники энергии, климатические явления, плодородие почвы, полезные ископаемые, а также человеческий природный дар и переданные прежними поколениями знания, опыт, научные открытия, изобретения и т.д. Доказал опережающий рост богатства по сравнению с ростом текущего производства благодаря долговечности накапливаемых капитальных благ. Аргументировал превышение производительной силы развитого общества над потребительной силой, как фактора наращивания накопления богатства. Объяснил целесообразность оценки экономического роста по динамике объёма общественного богатства, вместо ВВП. Доказал закон справедливого распределения благ в соответствии с личным трудовым вкладом и альтруистическим принципом для нетрудоспособных. Дал оригинальное объяснение сущности и причин несправедливого и непомерного неравенства распределения созданных благ в современных условиях. Продемонстрировал социализацию части прибыли путем инвестирования и направления на общественные цели (фонды) и другие направления социализации процесса и использования результатов производства при капитализме. Обосновал действие ряда объективных экономических законов: социогенетического — продолжения развития с существующей ступени; сохранения достигнутого уровня развития при спаде и накопления богатства в результате превышение срока использования капитальных (долговременных) благ над сроком производства, как условий умножения общественного богатства и экономического развития. Подтвердил закон эквивалентного обмена, т.е. паритета стоимости и потребительной ценности товаров при обмене, как необходимое условие гомеостатичности функционирования экономики. Подтвердил количественную ограниченность потребительной силы и разумных потребностей человека, наличие в практике праздной экономики — излишнего потребления и накопления благ (не имеющей реальную пользу). Сформулировал концепцию трансформации экономических благ в социальные. Изложил концепцию умеренности потребления и накопления — детерминанта рационального поведения потребителя и фактора всеобщего благосостояния, высокой культуры потреблении. Внес новые элементы в классификацию потребностей людей, добавив социальные, духовные. По-новому протолковал сущность налогов и их характер.
Оригинально изложил негативы капитализма и социализма, процесс глобальных исторических метаморфозов, грядущего перехода на новое, отличное от капитализма и социализма, общество. Опроверг главную идею исторического материализма об определяющей роли экономики в общественной жизни. Доказал исходное значение человеческого фактора, идей, сознания, их развития в историческом процессе и т.д. Показал тенденцию коренных изменений мегаструктуры богатства общества, в частности соотношения нематериальных (духовных, социальных) и материальных частей, в виду чего относительно снижаются материалоемкость и энергоемкость, стоимость, физический объём и вес богатств.
Подметил коренное изменение характера эпохи в предстоящем будущем в виде наступления альтруистического этапа, вместо прежнего эгоистического, что явится предпосылкой формирования по-настоящему справедливого, этичного, человечного общества, всеобщего счастья. Аргументировал логичность и вероятность такого вектора развития в силу его истинности и выгодности для всех.
В своих работах использует инновационные способы исследования: антропоцентристское рассмотрение социальных и экономических явлений — т.е. их интерпретацию с точки зрения способностей человека, с одной стороны, и его потребностей — с другой; аксиометрическое (ценностное) истолкование благ, эвдемонический взгляд — объяснение явлений жизни с в свете счастья человека; генетический подход — анализ процесса развития с учётом ранее пройденного пути (накопленного уровня). Внёс ряд новых понятий в экономическую теорию: «социальная энергия», «даровая социальная энергия», «даровой продукт», «прибавленный продукт», «праздная экономика», «принцип умеренности», «трансформации экономических благ в социальные» и др.
Г. Малашхия является автором публицистических и художественных произведений, сборников стихов.

## Членство организаций, ассоциаций
- Медико-социальная академия Грузии (1989 г.);
- Академия бизнеса Грузии (1996 г.);
- Академия экономических наук Грузии (2001 г.);
- Академия научно-технического и социального прогресса Краснодарского края России (2003 г.);
- Национальная и социальная академия Грузии (2004 г.).

## Награды и звания
- Юбилейная медаль СССР ,, За доблестный труд “ (1970 г.);
- Почетная грамота за вклад в экономическую науку (1984 г.);
- Государственная премия Грузии в области науки и техники (1975 г.);
- Премия журн. ,, Экономист “ за победу в конкурсе научных статей (1977 г.);
- Премия академии бизнеса Грузии и общества ,,Колхети“за лучшую статью (1999 г.);
- Премия за лучшую монографию века на грузинском языке -,,Метаэкономика – философия экономики“ (1999г.);
- Премия журн. ,, Макро- микроэкономика “ за лучшую статью (2000 г.);
- Почетная грамота Академии научно-технического и социального прогресса Краснодарского края России (2004 г.);
- Звание видного экономиста-философа Грузинского технического университета (2013 г.);
- Почетная грамота за длительную педагогическую деятельность в ГТУ Грузии (2014 г.);
- Академическое звание эмеритуса Грузинского технического университета (2015 г.);
- Звание заслуженного профессора Грузинского технического университета (2016 г.);
- Почетная грамота за вклад в работу Академии бизнеса Грузии (2015 г.);
- Почетная грамота за вклад в подготовку кадров в Сухумском Государственном университете (2017 г.).

## Основные труды

### Книги
- Малая экономология. Новые парадигмы экономической теории, Саарбрюккен. 2018. ISBN 978-620-2-38195-6
- Праздная экономика, Тбилиси, 2014, ISBN 978-9941-450-25-9;
- Великий Илья. Тбилиси, 2017, ISBN 978-9941-22-242-9;
- Социальная энергия. Богатство, благосостояние. Тбилиси, 2013 .ISBN 978-9941-22-073-9;
- Умеренный человек. Тбилиси, 2013, ISBN 9941179719 ( на груз. языке),
- Умеренный человек. Тб., 2013. ISBN 9941179719,
- Moderate Man, Tb., 2013. ISBN 9941179719;
- Экономика человечная. Человек на перепутье, Санкт–Петербург - Тбилиси, 2009;
- Meta-theory of profit (a new version). Tb., 2007. ISBN 978-9941-20-163-9;
- Метатеория прибыли. Что в самом деле есть прибыль? Тбилиси 2007,ISBN 978-9941-20-162-2;
- Метатеория прибыли , Тбилиси, 20О7 ISBN 978-9941-20-162-2 (на груз. языке),
- Экономика Грузии. Штрихи вековой панорамы. Тбилиси, 2002 (на груз. языке),
- Экономико-философские Эссе, Тбилиси ,2001 (на груз. языке),
- Метаэкономика – философия экономики, Тбилиси, 1995 (на груз. языке),
- Автоматизация: социально-экономические проблемы, Тбилиси, 1984, .(на груз. языке)
- Научно-техническая революция и экономика, Тбилиси, 1975 (на груз. языке),
- Современный научно-технический прогресс, Тбилиси 1974 (на груз. языке).

### Статьи
- Philosophy of crisis and perspective social-economic Development, журн. «Социальная экономика». № 5, 2011,
- Черты глобальной модернизации, Вестник АН бизнеса Грузии, №16-17; 2010 (на груз. языке),
- Глобальные вызовы и модернизация жизни, журн. «Бизнес –инжиниринг», № 5, 2011; .(на груз. языке),
- Humanization of life and the imperative the sustainable development. Материалы международной научной конференции, Вашингтон.2011.
- К концепции гуманного развития. Материалы научной конференции, г. Баку, 2011;
- Economology of modernization. Вестник Академии Цхум- Абхазии, Т. 3 , Тбилиси, 2012.
- Theory of moderate Man. Журн «социальная экономика». № 4, 2012; .(на груз. языке),
- Умеренность и благосостояние. Вестник АН. Экономики Грузии, т. 10, 2013,
- Причины расхождения экономического роста и благосостояния, материалы научной конференции, Тбилиси , 2013 (на груз. языке),
- Институты как акторы трансформации социума, журн. «Бизнес –инжиниринг», № 2, 2014 (на груз. языке),
- Теория благосостояния и рациональный потребитель. «Бизнес –инжиниринг», № 4, 2015 (на груз. языке),
- Институты и трансформация экономики в постсоциалистических странах, журн. «Бизнес–инжиниринг», №2 , 2015 (на груз. языке),
- Конкуренция или сотрудничество?, журн. «Бизнес-инжиниринг» №4, 2016 и пр.